# Joss Favela
José Alberto Inzunza Favela, né à Caitime, près de Guamúchil , dans la municipalité de Salvador Alvarado (es) dans l'état de Sinaloa le 10 décembre 1990, plus connu sous son nom d'artiste Joss Favela, est un auteur-compositeur-interprète et producteur de musique mexicain. A l'âge de trente ans, le catalogue de ses compositions, enregistrées auprès de la SACM  comprend plus de 230 compositions. Ses chansons ont été enregistrées par des artistes comme Julión Álvarez, la Banda MS, la Banda El Recodo ou le groupe Intocable.

## Carrière
Joss Favela a montré très jeune de l'intérêt pour la musique, et encouragé par son père commence à étudier la guitare à l'âge de neuf ans. Trois plus tard, il compose sa première chanson, dédiée à un flirt.
Joss Favela a été nommé auteur-compositeur Latino de l'année pendant trois années consécutives (2016, 2017, 2018), et il est entré dans la liste Forbes des 30 innovateurs âgés de moins de trente ans en 2019; Il vit le plus souvent dans le ranch familial près de Guamúchil où il a réussi à se connecter à internet en octobre 2020 seulement.

## Popularité
| Média     | Chaîne      | Date             | Nombre d'abonnés ou d'auditeurs | Nombre de vues ou de téléchargements |
| --------- | ----------- | ---------------- | ------------------------------- | ------------------------------------ |
| YouTube   | Joss Favela | 22 décembre 2020 | 811 000                         | 477 025 683                          |
| Instagram | jossfavela  | 22 décembre 2020 | 834 000                         |                                      |
| Facebook  | Joss Favela | 22 décembre 2020 | 2 368 958                       |                                      |
| Spotify   | Joss Favela | 22 décembre 2020 | 2 138 257                       |                                      |
| Deezer    | Joss Favela | 22 décembre 2020 | 23 712                          |                                      |